# Турбаевский, Никита Анатольевич
Ники́та Анато́льевич Турбае́вский (укр. Микита Анатолійович Турбаєвський; род. 12 марта 2002, Донецк) — украинский футболист, вратарь луганской «Зари».

## Клубная карьера
Родился в Донецке, воспитанник «Шахтёра». Выступал за юношескую и молодежную команду, за первую команду не играл из-за высокой конкуренции среди вратарей.
В середине июля 2021 начал подготовку к новому сезону в составе «Мариуполя», с которым 20 июля того же года заключил годовое арендное соглашение. За первую команду «приазовцев» дебютировал 22 сентября 2021 в победном (6:5, серия послематчевых пенальти) выездном поединке 1/16 финала Кубка Украины против луцкой «Волыни».

## Карьера в сборной
В 2017 году провел один поединок в футболке юношеской сборной Украины (U-15).
В футболке юношеской сборной Украины (U-17) дебютировал 10 октября 2018 в ничейном (2:2) выездном поединке юношеского чемпионата Европы (U-17) против сверстников из Исландии. Турбаевский вышел на поле в стартовом составе и отыграл весь матч. Всего на вышеуказанном турнире сыграл 3 поединка.
С 2021 года вызывается в молодежную сборную Украины.

## Достижения
«Заря» (Луганск)
- Бронзовый призёр чемпионата Украины: 2022/23